# Farmacopeia Portuguesa
A Farmacopeia Portuguesa é o documento oficial que define e estabelece as normas e requisitos técnicos a que devem obedecer as matérias-primas, substâncias de uso farmacêutico, métodos analíticos e fármacos usados em Portugal.
A elaboração, revisão, atualização e interpretação da Farmacopeia Portuguesa cabe à Comissão da Farmacopeia Portuguesa, órgão consultivo do INFARMED — Autoridade Nacional do Medicamento e Produtos de Saúde, I.P.